# Casteldidone

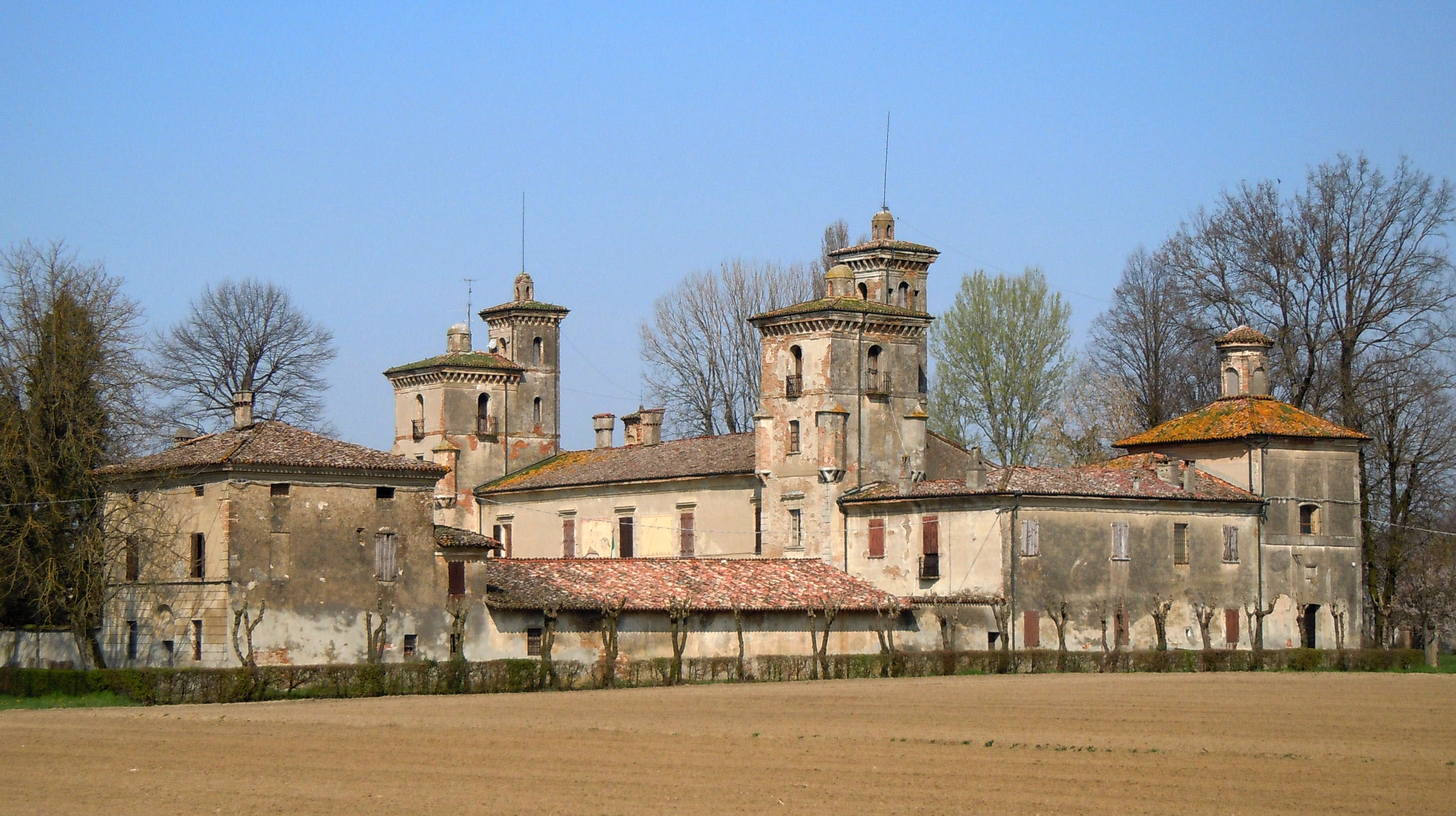
Der Palazzo Mina della Scala in Casteldidone

Casteldidone ist eine Gemeinde (comune) in der Provinz Cremona in der Lombardei, Italien, mit 544 Einwohnern (Stand 31. Dezember 2023). Die Gemeinde liegt etwa 30,5 Kilometer ostsüdöstlich von Cremona und grenzt unmittelbar an die Provinz Mantua.

## Persönlichkeiten
- Roberto Ardigò (1828–1920), Psychologe und Philosoph